# Ptychoglossus kugleri
Ptychoglossus kugleri là một loài thằn lằn trong họ Gymnophthalmidae. Loài này được Roux mô tả khoa học đầu tiên năm 1927.